# Bōrěbù
Il Bōrěbù ( 般若部) (T.D. vol. 05-08,  206 rotoli, sezione dal n. 220 al n. 261) è la sezione del Canone buddista cinese che raccoglie il  ciclo dei sutra Prajñāpāramitā. Contiene tra gli altri: 
- Aṣṭasāhasrikāprajñāpāramitāsūtra (Sutra della saggezza trascendente in ottomila stanze, 大明度經, pinyin: Dàmíngdù jīng, giapp. Daimyōdo kyō), tradotto da Lokakṣema nel II secolo e poi tradotto nuovamente da Zhiqian nel 225. T.D. 225.
- Pañcaviṃśati-sāhasrikā-prajñāramitāsūtra(Sutra della saggezza trascendente in venticinquemila stanze, 光讚般若波羅蜜經 pinyin:  Guāngzàn bōrě bōluómì jīng, giapp. Kōsan hannya haramitsu kyō), tradotto da Dharmarakṣa nel 286. T.D. 222.8.147a-216b
- Vajracchedikā-prajñāpāramitā-sūtra(Sutra della perfezione della saggezza che recide come un diamante, o più brevemente Sutra del diamante che recide, (金剛般若波羅蜜經 pinyin: Jīngāng banruo boluómì jīng, giapp. Kongō hannyaharamitsu kyō) tradotto da Kumārajīva nel 403 (T.D. 235.8.748c-752c). Ma anche da Bodhiruci nel 509 (T.D. 236.8.752c-761c); da Paramārtha nel 562 (T.D. 237.8.762a-766c); da Dharmagupta nel 605 (T.D. 238.8.766c-771c); da Xuánzàng (玄奘) nel 648 (T.D. 220); e da Yìjìng (義淨) nel 703 (T.D. 239.8.771c-775b).
- Mahā-prajñāpāramitā-hṛdaya-sūtra (Grande Sutra del Cuore della perfezione della saggezza, 般若波羅蜜多心經 pinyin:  Bōrě bōluómìduō xīnjīng, giapp. Hannya haramitta shingyō) tradotto da Kumārajīva. Successivamente fu tradotto anche da Xuánzàng con il titolo Móhē bōrě bōluómìduō xīnjīng (摩訶般若波羅蜜多心經, giapp. Maka hannya haramitta shingyō), T.D. 251.8.848c.

.